# Kameralamt Ulm
Das Kameralamt Ulm war eine Einrichtung des Königreichs Württemberg, die im Amtsbezirk Besitz und Einkommen des Staates verwaltete. Es bestand von 1810 bis 1922 in Ulm. Das Kameralamt wurde im Rahmen der Neuordnung der Staatsfinanzverwaltung im Königreich Württemberg geschaffen. 

## Geschichte
Gemäß Verordnung vom 6. Juni 1819 hat das Kameralamt Ulm vom Kameralamt Blaubeuren die Orte Eggingen und Ermingen sowie die Forst- und Jagdgefälle des Reviers Söflingen im Forstamt Blaubeuren übernommen.
Die Orte Altheim, Bissingen, Göttingen, Holzkirch, Hörvelsingen, Langenau, Luizhausen, Neenstetten, Niederstotzingen, Oberstotzingen, Öllingen, Rammingen, Weidenstetten und Westerstetten wurden vom Kameralamt Langenau etwa 1839 dem Kameralamt Ulm abgetreten.
Gemäß Verfügung vom 2. Januar 1839 wurde das Kameralamt Langenau mit dem Kameralamt Ulm vereinigt und vom Kameralamt Geislingen wurden die Orte Ettlenschieß und Urspring übernommen. Dagegen wurden an das Kameralamt Blaubeuren die Orte Eggingen und Ermingen abgetreten, sodass das Kameralamt Ulm danach den Bezirk des Oberamts Ulm vollständig umfasste.